# Marie (Alpi Marittime)
Marie (in italiano Maria, ormai desueto) è un comune francese di 105 abitanti situato nel dipartimento delle Alpi Marittime della regione della Provenza-Alpi-Costa Azzurra.
I suoi abitanti sono chiamati les Mariols in francese ed i Mariolesi in italiano.

## Origini del nome
In provenzale basso alpino e nella valle del fiume Tinea si dice Mariò, e gli abitanti devono esser chiamati Lui Mariol, poiché l'abate Paul Testoris, che scriveva nel 1935 nel dialetto del villaggio, parla di Morai, anagramma di Mariò, i cui abitanti sono detti Lui Moraiol.
In lingua italiana ed in dialetto nizzardo, secondo Georges Castellana, canonico di Nizza del XX secolo, si dice proprio Marìa.
Il comune è talvolta chiamato a torto Marie-sur-Tinée.

## Storia
Il comune di Maria fin dal 1388 ha seguito, con la contea di Nizza le vicende storiche prima della Contea di Savoia e del Ducato di Savoia, e poi dopo il Congresso di Vienna, dal 1815 al 1860, le sorti del Regno di Sardegna-Piemonte, per essere poi annesso nel 1860 alla Francia.

## Società

### Evoluzione demografica
Abitanti censiti